# 小约翰·博尔格
小约翰·博尔格（英語：John A. Bolger Jr.，1908年5月22日—1990年8月22日）美国音频工程师。他曾因电影兴登堡遇难记提名奥斯卡最佳音响效果奖。

## 部分影视作品
- 兴登堡遇难记（英语：The Hindenburg (film)） (1975)[2]